# Nuno Lima
Nuno Miguel Reis Lima (Porto, 16 marzo 2001) è un calciatore portoghese, difensore dell'Alanyaspor.

## Carriera
Prodotto delle giovanili del Paços Ferreira, nella stagione 2020-2021 ha giocato in prestito al Felgueiras 1932, nella terza divisione portoghese. Rientrato dal prestito, il 10 dicembre 2021 ha esordito in prima squadra, in occasione dell'incontro di campionato vinto per 0-1 contro il Gil Vicente.

## Statistiche

### Presenze e reti nei club
Statistiche aggiornate al 2 maggio 2022.
| Stagione        | Squadra         | Campionato      | Campionato | Campionato | Coppe nazionali | Coppe nazionali | Coppe nazionali | Coppe continentali | Coppe continentali | Coppe continentali | Altre coppe | Altre coppe | Altre coppe | Totale | Totale |
| Stagione        | Squadra         | Comp            | Pres       | Reti       | Comp            | Pres            | Reti            | Comp               | Pres               | Reti               | Comp        | Pres        | Reti        | Pres   | Reti   |
| --------------- | --------------- | --------------- | ---------- | ---------- | --------------- | --------------- | --------------- | ------------------ | ------------------ | ------------------ | ----------- | ----------- | ----------- | ------ | ------ |
| 2020-2021       | Felgueiras 1932 | CdP             | 22         | 2          | CP              | 2               | 0               |                    | -                  | -                  |             | -           | -           | 24     | 2      |
| 2021-2022       | Paços Ferreira  | PL              | 11         | 0          | CP+CdL          | 1+2             | 0               | UECL               | 0                  | 0                  |             | -           | -           | 14     | 0      |
| Totale carriera | Totale carriera | Totale carriera | 33         | 2          |                 | 5               | 0               |                    | 0                  | 0                  |             | -           | -           | 38     | 2      |